# José Jardim
José Manuel Norberto Jardim (24 april 1973) is een voormalig Curaçaos politicus. Hij was van 2012 tot 2016 de tweede minister van Financiën van het land Curaçao. 
José Jardim groeide op in Curaçao. Na zijn VWO studeerde hij Algemene Economie. In 2002 promoveerde hij aan het Instituto Superior de Economia e Gestão, aan de Technische Universiteit van Lissabon op een proefschrift over de relatie tussen het herstructureren van de staatsfinanciën en de informele economie. Hierna werkte Jardim bij een particuliere bankinstelling en bij de Centrale Bank van Portugal. Terug in Curaçao ging hij werken bij de Directie Financiën van de Nederlandse Antillen, waar hij uiteindelijk directeur werd. Na de ontmanteling van de Nederlandse Antillen op 10 oktober 2010 werd hij secretaris generaal van het nieuwe Ministerie van Financiën van Curaçao.
Van 2012 tot 2016 was hij minister van Financiën. Deze functie bekleedde hij als vakminister in de kabinetten Betrian en Hodge en op voordracht van de Groep-Sulvaran in de kabinetten Asjes, Whiteman I en Whiteman II. In het interim-kabinet Betrian was hij tegelijkertijd minister van Economische Ontwikkeling.
Sedert 2017 is hij financieel-economisch directeur van de Centrale Bank van Curaçao en Sint Maarten en is hij  meermalen opgetreden als waarnemend president van de bank.